# Солёное (озеро, Кяхтинский район)
Солёное или Кира́нское о́зеро, также Кира́н (бур. Хираан нуур) — бессточное солёное озеро в Республике Бурятия, лежащее в долине реки Чикой, в 30 км восточнее города Кяхта.

## География
Озеро находится в небольшой, замкнутой с трёх сторон котловине, вытянутой с юго-запада на северо-восток. С севера, запада и юга котловина окружена каменистым хребтом, состоящим из плоских гор, отделённых друг от друга плоскими седловинами. Восточная сторона открыта к реке Чикой (расстояние до левой протоки реки — 1,3 км), где на берегу озера расположен посёлок Курорт Киран.
Размеры озера изменчивы. Среднее значение площади водного зеркала составляет 0,4 км² (после дождей — до 1 км², в засушливые годы пересыхает). Средняя длина — 1,6 км, ширина — до 0,6 км. Максимальная глубина не превышает 1 м. Прибрежная почва глинисто-песчаная, местами — чисто песчаная.

## История освоения
Впервые озеро было исследовано в 1700 году П. С. Палласом. Химический состав отложений исследовал И. Сиверс.
В 1850 году на озере была создана лечебница для сибирских линейных батальонов, которая просуществовала до 1862 года.
В 1885 году на озере начал работать Киранский солеваренный завод. Сначала владельцами завода были преподаватели Троицкосавского реального училища Я. П. Смирницкий и К. И. Заневский. В 1887 году единственным владельцем стал Я. П. Смирницкий. Позже у завода был ещё один собственник — торговый дом «Коковин и Басов».
С 1911 года в озере попутно с солью стали добывать соду и глауберовую соль.
В 1921 году завод национализировали. В 1922 году началось техническое переоснащение завода.
Научные исследования озера проводились в 1896 году Русским техническим обществом, в июне 1923 года — Читинской лабораторией Дальздрава. В 1942 году исследования проводил Л. В. Бутенко, в результате которых было установлено: колодезная рапа озера обладает первоклассными целебными свойствами и содержит около 50 г/литр хлористого натра; запас лечебной грязи составляет около 12 тыс. м³.
Летом 1928 года возобновил свою работу курорт-грязелечебница, который действует по сей день.
В ноябре 1939 года в селе Усть-Киран открылся детский санаторий.
В 1980 году постановлением Совета Министров Бурятской АССР озеро Киран получило статус памятника природы.

## Целебные свойства

Лечебные киранские грязи

Дно озера сложено целебным илом. В составе солей присутствуют хлориды, сульфаты и карбонаты натрия.
Лечебная грязь озера Киран используется не только местными медицинскими учреждениями, но и вывозится за пределы Кяхтинского района.
Показания для лечения на Киране по существу ничем не отличаются от показаний для большинства грязевых курортов, а именно: хронические заболевания суставов, костей, мышц различного происхождения этиологии, заболевания периферической нервной системы (невралгии, невриты, неврозиты, плекситы, полиневриты), хронические воспалительные заболевания женской половой сферы, тазовой клетчатки и брюшины и некоторые виды хронических экзем, а также послегоноррейные заболевания мужского полового аппарата. Грязи также используются в косметологии.
Грязелечебница «Киран» работает в тёплое время года — с июля по сентябрь включительно.